# アッタロス (哲学者)
アッタロス（希：Ἄτταλος、ラテン文字転記：Attalos、1世紀）はティベリウス治世下に生きたストア派の哲学者である。
アッタロスはティベリウスの奸臣セイヤヌスによって財産を奪われ、耕作をして暮らすようになった。アッタロスはネロ帝の師として有名なルキウス・アンナエウス・セネカの師であり、セネカは頻繁に彼を引用し、口を極めて絶賛した。前述のセネカの父マルクス・アンナエウス・セネカはアッタロスを非常に雄弁な人物であり、さらに彼の時代の最も鋭敏な哲学者であると述べている。雷についてのアッタロスの著作についての言及が残っているが、このアッタロスが、ヘシュキオスによって参照された、アッタロスという名の者によって書かれたという『格言』（Paroimiai）の著者であることは偽である考えられている。